# Kanton Saint-Nicolas-du-Pélem
Saint-Nicolas-du-Pélem is een voormalig kanton van het Franse departement Côtes-d'Armor. Het kanton maakte deel uit van het arrondissement Guingamp. Het werd opgeheven bij decreet van 13 februari 2014 met uitwerking op 22 maart 2015.

## Gemeenten
Het kanton Saint-Nicolas-du-Pélem omvatte de volgende gemeenten:
- Canihuel
- Kerpert
- Lanrivain
- Peumerit-Quintin
- Saint-Connan
- Saint-Gilles-Pligeaux
- Saint-Nicolas-du-Pélem (hoofdplaats)
- Sainte-Tréphine